# Point Lillias
Point Lillias är en udde i Australien. Den ligger i delstaten Victoria, omkring 55 kilometer sydväst om delstatshuvudstaden Melbourne.
Trakten är tätbefolkad. Närmaste större samhälle är Geelong, omkring 10 kilometer sydväst om Point Lillias. Genomsnittlig årsnederbörd är 744 millimeter. Den regnigaste månaden är juni, med i genomsnitt 113 mm nederbörd, och den torraste är januari, med 31 mm nederbörd.